# Kleiner Brocken (Wernigerode)

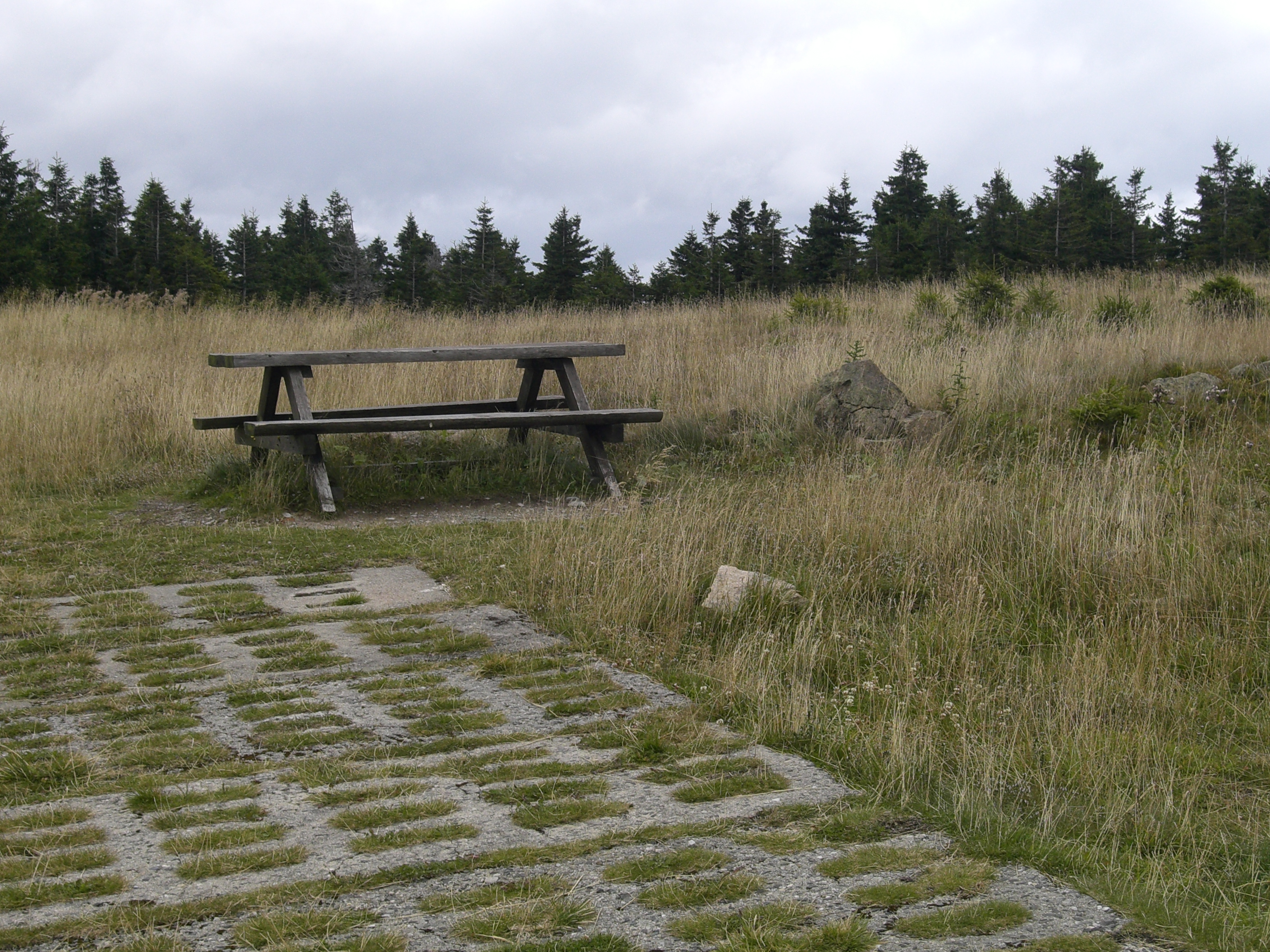
Tisch mit Bänken am Hirtenstieg – etwas südlich vom Kleinen Brocken

Der Kleine Brocken ist eine 1018,4 m ü. NHN hohe Anhöhe auf der Nordflanke des Brockens bei Wernigerode im Harz im Landkreis Harz, Sachsen-Anhalt (Deutschland).

## Name und Deutung
→ Absatz Name und Deutung des Artikels Brocken

## Geographie

### Lage
Der Kleine Brocken liegt innerhalb des Oberharzes (Hochharz) im Nationalpark Harz und im Naturpark Harz/Sachsen-Anhalt. Sein Gipfel befindet sich rund 12 km westsüdwestlich von Wernigerode, 7,5 km südwestlich von Ilsenburg, 2,6 km südsüdöstlich des Scharfensteins (697,6 m) und 1,3 km (je Luftlinie) nordnordwestlich des Brockengipfels. Seine quellreichen Flanken fallen nach Osten in das Tal der Ilse und nach Westen in jenes der Ecker ab, die im Nordwesten den Eckerstausee durchfließt.

### Naturräumliche Zuordnung
Der Kleine Brocken gehört in der naturräumlichen Haupteinheitengruppe Harz (Nr. 38) und in der Haupteinheit Hochharz (381) zur Untereinheit Brocken (Östliches Brocken-Massiv; 381.0).

## Schutzgebiete
Neben seiner zentralen Lage im Nationalpark Harz liegen auf dem Kleinen Brocken Teile des Landschaftsschutzgebiets Harz und nördliches Harzvorland (CDDA-Nr. 20784; 1968 ausgewiesen; 1587,6238 km² groß), des Fauna-Flora-Habitat-Gebiets Hochharz (FFH-Nr. 4229-301; 60,23 km²) und des Vogelschutzgebiets Hochharz (VSG-Nr. 4229-401; 61,12 km²).

## Landschaftsbild
Der Kleine Brocken hat keinen ausgeprägten Gipfel. Seine höchste Stelle befindet sich auf einem sanft gewelltem Bergkamm, der vom Brocken, über den Kleinen Brocken steil hinab in Richtung des Scharfensteins verläuft. Sie ist bewaldet und von Granitfelsen bedeckt. Nördlich liegt die Bismarckklippe und einiges nordwestlich unterhalb davon die Hermannsklippe.

## Wandern
Etwas westlich vorbei am Gipfel des Kleinen Brockens führt auf einem alten Plattenweg, der zur Kontrolle der etwas weiter westlich verlaufenden, ehemaligen innerdeutschen Grenze angelegt wurde, der steile Hirtenstieg. Am Weg liegt gipfelnah der letzte Rastplatz vor dem Hauptgipfel des Brockens, der mit seinen markanten Bauwerken von dort während einer Aufstiegspause gut zu sehen ist. Östlich vorbei an seinem Gipfel verläuft durch eine Ruhezone des Nationalparks, unter anderem durch das Ilsetal verlaufend und die Bremer Hütte passierend, der historische Heinrich-Heine-Wanderweg; seinen Namen erhielt der etwa 10,5 km lange Weg zu Ehren des deutschen Dichters Heinrich Heine, der diese Route, über den Schneelochstieg und durch das Schneeloch, im September 1824 bei seinem Abstieg vom Brocken lief. 
Vom Kleinen Brocken fällt der Blick bei guten Sichtbedingungen aber auch bis weit in das nördliche Harzvorland.